# ITF Bueschl Open 2011
L'ITF Bueschl Open 2011 è stato un torneo professionistico di tennis femminile giocato sul sintetico. È stata la 6ª edizione del torneo, che fa parte dell'ITF Women's Circuit nell'ambito dell'ITF Women's Circuit 2011. Si è giocato a Ismaning in Germania dal 31 ottobre al 6 novembre 2011.

## Partecipanti

### Teste di serie
| Nazionalità | Giocatrice               | Ranking* | Testa di serie |
| ----------- | ------------------------ | -------- | -------------- |
| Svezia      | Sofia Arvidsson          | 63       | 1              |
| Germania    | Kristina Barrois         | 89       | 2              |
| Regno Unito | Anne Keothavong          | 91       | 3              |
| Rep. Ceca   | Andrea Hlaváčková        | 101      | 4              |
| Austria     | Patricia Mayr-Achleitner | 102      | 5              |
| Rep. Ceca   | Eva Birnerová            | 106      | 6              |
| Paesi Bassi | Michaëlla Krajicek       | 109      | 7              |
| Germania    | Kathrin Wörle            | 140      | 8              |
| Rep. Ceca   | Sandra Záhlavová         | 152      | 9              |

- Ranking al 24 ottobre 2011.
- Krajicek non ha partecipato, così Záhlavová è diventata la testa di serie n° 9.

### Altre partecipanti
Giocatrici che hanno ricevuto una wild card:
- Annika Beck
- Dinah Pfizenmaier
- Christina Shakovets
- Nina Zander

Giocatrici che sono passate dalle qualificazioni:
- Dar'ja Gavrilova
- Vanessa Henke
- Valerija Solov'ëva
- Carina Witthöft
- Kim Grajdek (lucky loser)
- Dalila Jakupovič (lucky loser)

## Campionesse

### Singolare
Anne Keothavong ha battuto in finale  Yvonne Meusburger con il punteggio di 6–3, 1–6, 6–2

### Doppio
Kiki Bertens /  Anne Keothavong hanno battuto in finale  Kristina Barrois /  Yvonne Meusburger con il punteggio di 6–3, 6–3